# Psychotria minutiflora
Psychotria minutiflora är en måreväxtart som beskrevs av Johannes Müller Argoviensis. Psychotria minutiflora ingår i släktet Psychotria och familjen måreväxter. Inga underarter finns listade i Catalogue of Life.